# William Duesbury
William Duesbury (7 settembre 1725 – novembre 1786) è stato un imprenditore inglese, il quale, dopo aver iniziato una carriera da pittore di smalti, fu il fondatore della Royal Crown Derby e di altre fabbriche di porcellana a Bow, Chelsea, Derby e Longton Hall .

## Biografia
Duesbury, nato nel 1725 , intorno al 1742 lavorava come smaltatore a Londra, dove rimase fino al 1753. Successivamente, tra il 1754 e l'anno successivo, visse e lavorò a Longton Hall, dove il padre abitava. Nel 1756, dopo aver messo da parte qualche risparmio, e dopo aver acquisito familiarità con le principali produzioni di porcellana e i loro prodotti, decise di fondare una fabbrica di porcellana a Derby, in Nottingham Road. In questo progetto fu finanziato da John e Christopher Heath, banchieri locali, e aiutato dall'esperienza di André Planché, un ceramista che viveva in città. Dopo il fallimento degli Heath, ne rilevò l'attività. Morì nel novembre 1786, e gli succedette il figlio, William Duesbury II .